# Человек и машина
«Человек и машина (проблема социологии и метафизики техники)» — статья Н. А. Бердяева по философии техники, впервые опубликованная в 1933 году в Париже.

## Содержание работы
Бердяев выделяет три стадии в истории человечества: «природно-органическую, культурную в собственном смысле и технически-машинную», которым «соответствует различное отношение духа к природе — погруженность духа в природу; выделение духа из природы и образование особой сферы духовности; активное овладение духом природы, господство над ней». На стадии культуры человек был вписан в иерархию мироздания: с одной стороны, он не оторвался ещё окончательно от природы, с другой — культура наполнена была символами, выражавшими реальности высшего мира в земных формах. Техника же чужда всякой символики, «она реалистична, она ничего не отображает, она создает новую действительность, в ней всё присутствует тут. Она отрывает человека и от природы и от миров иных». Отрываясь от природы, от груди матери-земли, человек обретает возмужалость, но одновременно и переживание потерянности.
На стадии техники происходит переход от органической к организованной жизни. Бердяев выделяет следующие черты, отличающие организованную материю от органической: организация 1) не рождается и не рождает, 2) не растёт и не развивается, 3) представляет собой агрегат, тогда как в организме «целое предшествует частям и присутствует в каждой части», 4) целесообразность вложена организатором извне, тогда как в организме она имманентна и определяется господством целого над частями. Создавая организованные тела в дополнение к неорганическим и органическим, техника рождаёт новую ступень действительности — сверхфизическую.
Опасность техники состоит в том, что «организация имеет тенденцию и самого организатора превратить из организма в машину». Причина в том, что «техническая цивилизация по существу своему имперсоналистична, она не знает и не хочет знать личности»: в техническую эпоху «человек делается орудием производства продуктов. Вещь ставится выше человека».
Техника враждебна не духовной, но душевно-эмоциональной жизни человека. «Для нашей эпохи характерны процессы разрушения сердца как ядра души. У… Пруста и Жида нельзя уже найти сердца как целостного органа душевной жизни человека. Всё разложилось на элемент интеллектуальный и на чувственные ощущения», — пишет Бердяев. При этом духовно-религиозной жизни техническая эпоха скорее идёт на пользу, уводя в прошлое «привычный, бытовой, социально обусловленный тип религиозности» и требуя от человека более напряжённой духовной работы. Но есть опасность и для духовной жизни: техника овладевает временем и в то же время подчиняет человека его всё ускоряющемуся потоку, не позволяя остановиться в мгновении, созерцании, «а это значит, что технический актуализм в своем отношении к времени разрушает вечность и делает для человека все более и более трудным отношение к вечности».